# Ернст Канторович
Ернст Канторо́вич (нім. Ernst Hartwig Kantorowicz , 3 травня 1895 , Познань — 9 вересня 1963 , Принстон) — німецький і американський історик-медієвіст, представник інтелектуальної історії.

## Біографія

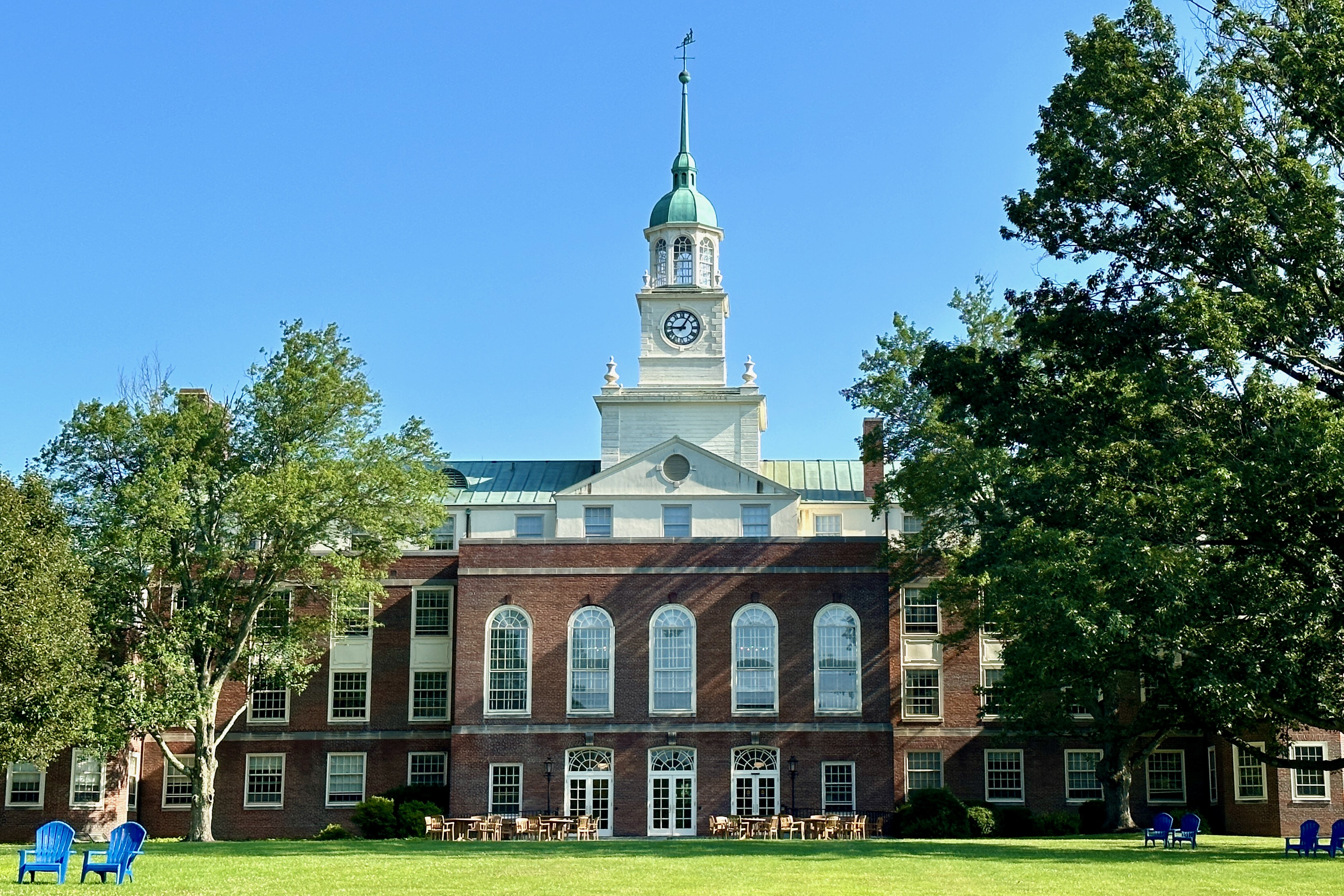
Принстонський Інститут фундаментальних досліджень

Народився в Східній Пруссії, в асимільованій і заможній єврейській сім'ї. Його двоюрідна сестра була подругою Георга Зіммеля і перекладачкою праць Анрі Бергсона. Брав участь у Першій світовій війні, служив у кавалерії. Після війни деякий час був членом Фрайкор, брав участь у придушенні Спартаківського повстання. З 1918 року вивчав філософію в Берлінському університеті. 1920 року перейшов на історичний факультет Гайдельберзького університету, закінчив його в 1921 році. У 1922—1930 роках працював приват-доцентом. Входив до найближчого кола поета-символіста Стефана Георге. Неоромантичні погляди та літературні уподобання гуртка вплинули на першу друковану працю Канторовича — біографію імператора Фрідріха II. Очолив кафедру у Франкфуртському університеті (1930 — 1934), але відмовився присягати на вірність нацистській владі, був звільнений. 1938 року переїхав до Оксфорду, де раніше був гостьовим професором, потім в Каліфорнійський університет в Берклі (1939). З 1945 року — громадянин США. Дотримувався консервативних поглядів, але в 1949 році, на хвилі маккартизму, знову відмовився присягати щодо своєї ідеологічної лояльності. У 1951 році, за підтримки Роберта Оппенгеймера, перейшов до Інституту фундаментальних досліджень у Принстоні, де й працював до кінця життя.

## Наукові інтереси й головна книга
Найвідоміша праця Канторовича — монографія з політичної теології Середньовіччя «Два тіла короля» (1957), яка спочатку пройшла непоміченою, а в 1990-ті роки викликала гарячі суперечки й мала значний вплив на гуманітарні та соціальні науки у США та Європі. Головним опонентом Канторовича був американський історик-медієвіст Норман Кантор, який бачив в історичному підході Канторовича відгомони німецького націоналізму. Увага до символічних форм і церемоніальних аспектів історичного минулого походить від ідей Ернста Кассірера та зближує Канторовича з Ервіном Панофскі (всі троє були в різні роки пов'язані з Принстоном).

## Публікації
- Король Фрідріх II / Kaiser Friedrich der Zweite (1927)
- Повернення вченого анахорезу в Середньовіччі / Die Wiederkehr gelehrter Anachorese im Mittelalter (1937)
- Laudes Regiae. A Study in Liturgical Acclamations and Medieval Ruler Workship (1946, в співавторстві)
- Два тіла короля: вивчення середньовічної політичної теології / The King's Two Bodies: A Study in Mediaeval Political Theology (1957)
- Вибрані твори / Selected Studies (1965)
- Боги в одностроях. Дослідження розвитку європейського поняття короля / Götter in Uniform. Studien zur Entwicklung des abendländischen Königtums (1998)